# Sabrina De Carlo
Sabrina De Carlo (Latisana, 8 luglio 1988) è una politica italiana, deputata alla Camera nella XVIII legislatura della Repubblica Italiana, eletta con il Movimento 5 Stelle per poi abbandonarlo nel 2022.

## Biografia
Diplomatasi al liceo scientifico, nel 2011 aderisce al Movimento 5 Stelle (M5S), dove svolge attivismo nelle manifestazioni regionali in Friuli-Venezia Giulia.
Nel 2014 è stata dipendente presso la comunicazione del gruppo consiliare regionale del M5S in Friuli-Venezia Giulia.
Alle elezioni politiche del 2018 viene candidata alla Camera dei deputati per il Movimento 5 Stelle, sia nel collegio uninominale Friuli-Venezia Giulia 02 (Gorizia) che nel collegio plurinominale Friuli-Venezia Giulia 01 come capolista, venendo eletta deputata. Nella XVIII legislatura della Repubblica è stata componente e capogruppo per il M5S nella 3ª Commissione Affari esteri e comunitari, oltechè componente della 14ª Commissione Politiche dell'Unione europea, in sostituzione di Riccardo Fraccaro, della 1ª Commissione Affari costituzionali, della Commissione parlamentare d'inchiesta sulla morte di Giulio Regeni e della delegazione italiana presso l'Assemblea parlamentare del Consiglio d'Europa.
Nell’agosto 2022 annuncia di non ricandidarsi alle prossime elezioni politiche e, dopo 11 anni nel M5S, di lasciarlo  giudicando “troppo sbilanciato a sinistra” l'impostazione data da Giuseppe Conte al partito.
Alle elezioni regionali in Friuli Venezia Giulia del 2023 si candida al consiglio regionale, per la lista civica a sostegno del presidente uscente del centro-destra Massimiliano Fedriga, che in passato aveva elogiato, senza tuttavia essere eletta.